# Croni
Croni (en llatí Cronius, en grec antic Κρόνιος) va ser un filòsof pitagòric, segons Porfiri i Eusebi de Cesarea.
Nemesi esmenta una obra seva, περὶ παλιγγενεσίας ('perí palingenesías' sobre la resurrecció), i segurament Orígenes va estudiar amb molta atenció les seves obres, segons Suides. Porfiri també diu que va explicar les obres d'Homer de manera filosòfica. No es coneix més de Croni, encara que va ser un autor important entre els pitagòrics posteriors.